# Morfalaxe
Morfalaxe je biologický termín, označující regeneraci tkáně různých organismů v důsledku ztráty nebo odumření stávající tkáně. Původ slova je z řečtiny: morfos = tvar; allakt = přeměnit.
Učebnicovým příkladem morfalaxe je nezmar, živočich kmene žahavců. Je-li rozdělen na dva kusy (například rozříznut skalpelem), z každé části znovu vyroste plně životaschopný a soběstačný nezmar. Pozoruhodným rysem morfalaxe je, že převážná většina regenerované tkáně pochází z již existující tkáně organismu. Každá z rozdělených částí nezmara se tedy přemění na menší verzi původního nezmara. Dochází tedy k „přeměně“ tkáně.
Morfalaxe je jiný typ regenerace (obnovy) tkáně než epimorfóza, při níž dochází k poměrně značnému buněčnému množení. Přestože při obou procesech probíhá buněčná diferenciace, při morfalaxi většina regenerované tkáně pochází z reorganizovaných či přeměněných buněk, zatímco při epimorfóze většina vzniká buněčnou diferenciací.